# Estádio Municipal José Martins Vieira
Estádio Municipal José Martins Vieira – stadion piłkarski w Almadzie, w Portugalii. Został otwarty 10 września 2005 roku. Może pomieścić 3000 widzów. Swoje spotkania rozgrywają na nim piłkarze klubu CD Cova da Piedade. W 2016 roku zespół ten po raz pierwszy awansował do rozgrywek Segunda Liga.
3 czerwca 2018 roku na obiekcie rozegrano mecz towarzyski pomiędzy reprezentacjami Republiki Zielonego Przylądka i Andory (0:0).